# Coeriana
Coeriana é um gênero de traça pertencente à família Arctiidae.